# Typha domingensis
Typha domingensis là một loài thực vật có hoa trong họ Typhaceae. Loài này được Pers. miêu tả khoa học đầu tiên năm 1807.
Loài này được tìm thấy trên khắp các vùng ôn đới và nhiệt đới trên toàn thế giới. Đôi khi nó được tìm thấy như là một liên kết phụ trong các hệ sinh thái rừng ngập mặn như rừng ngập mặn Petenes của Yucatán. 
Trong đầm lầy ở miền nam Iraq, Khirret là món tráng miệng được làm từ phấn hoa của loại cây này. Trong y học dân gian Thổ Nhĩ Kỳ, hoa hồng ngoại của cây này và Typha khác được sử dụng bên ngoài để điều trị các vết thương như bỏng. Chất chiết xuất của T. domingensis đã được chứng minh là có đặc tính chữa lành vết thương trong mô hình chuột. 

## Hình ảnh

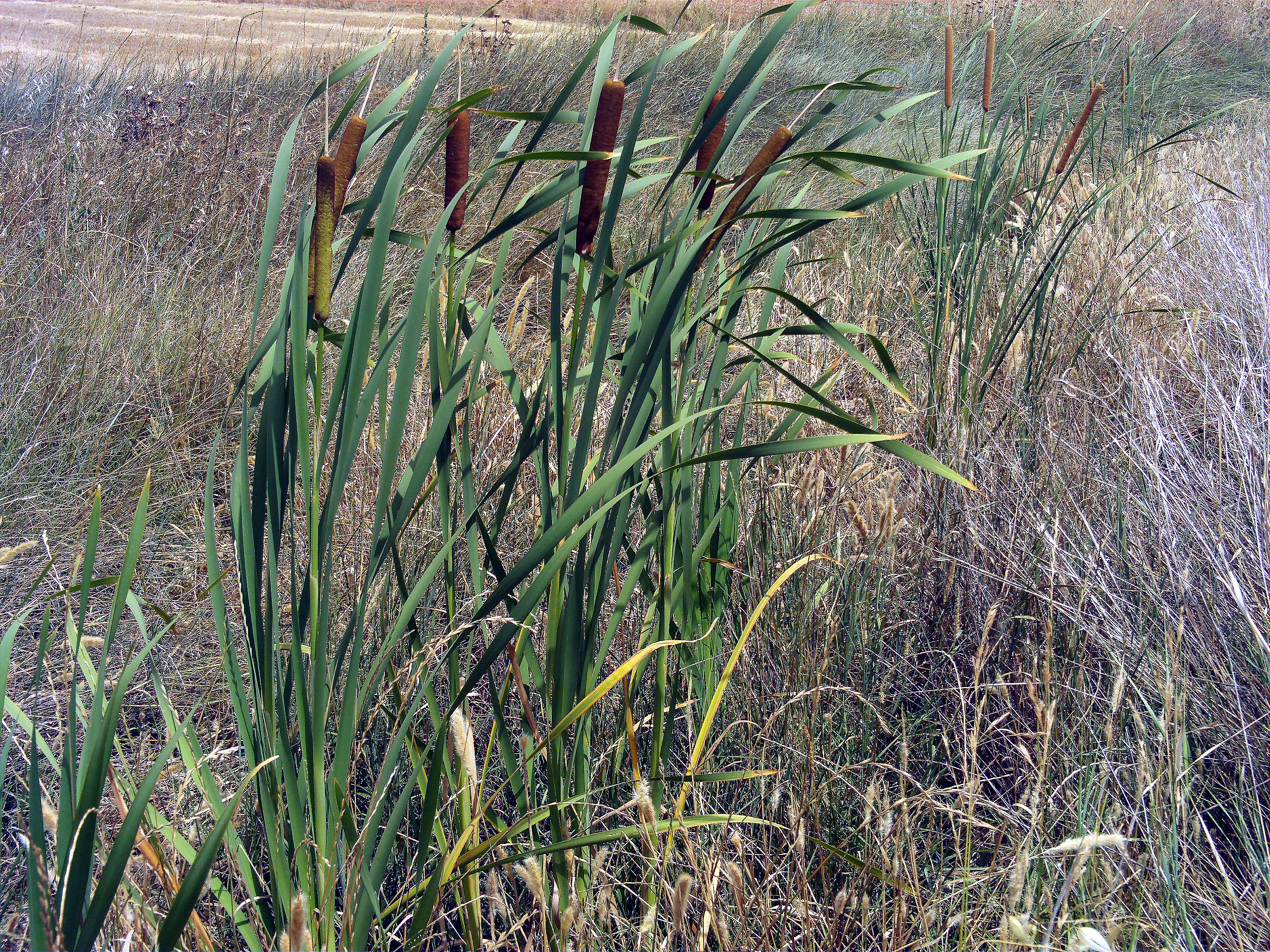
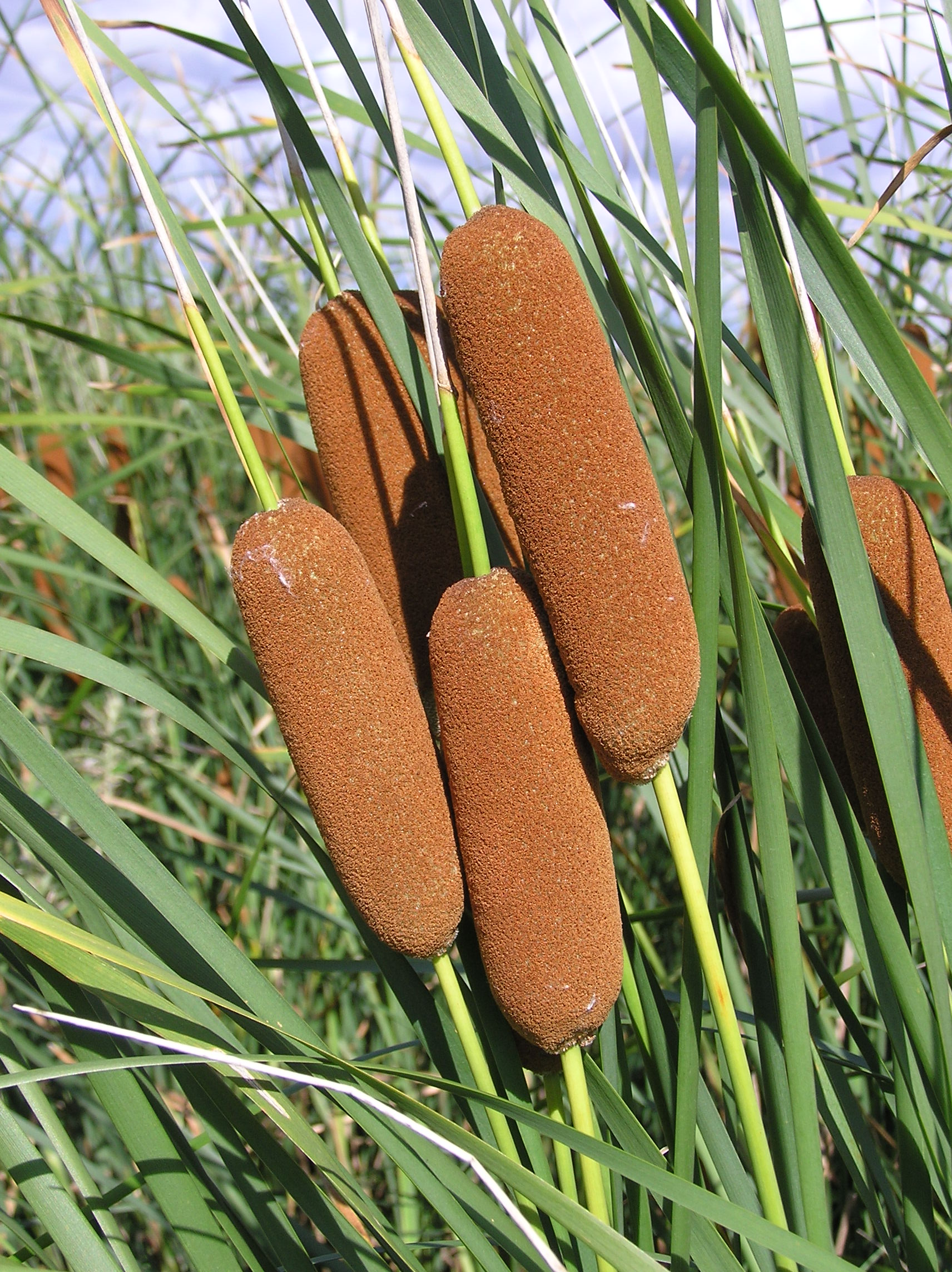
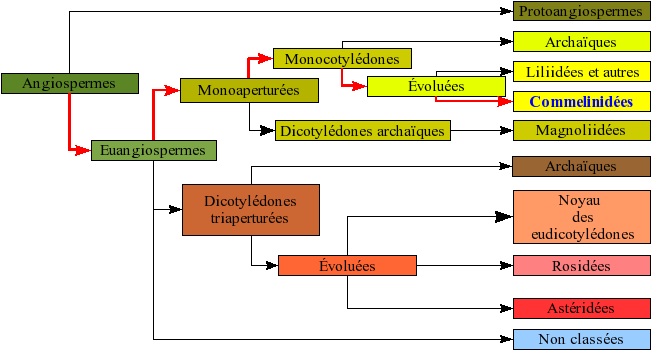
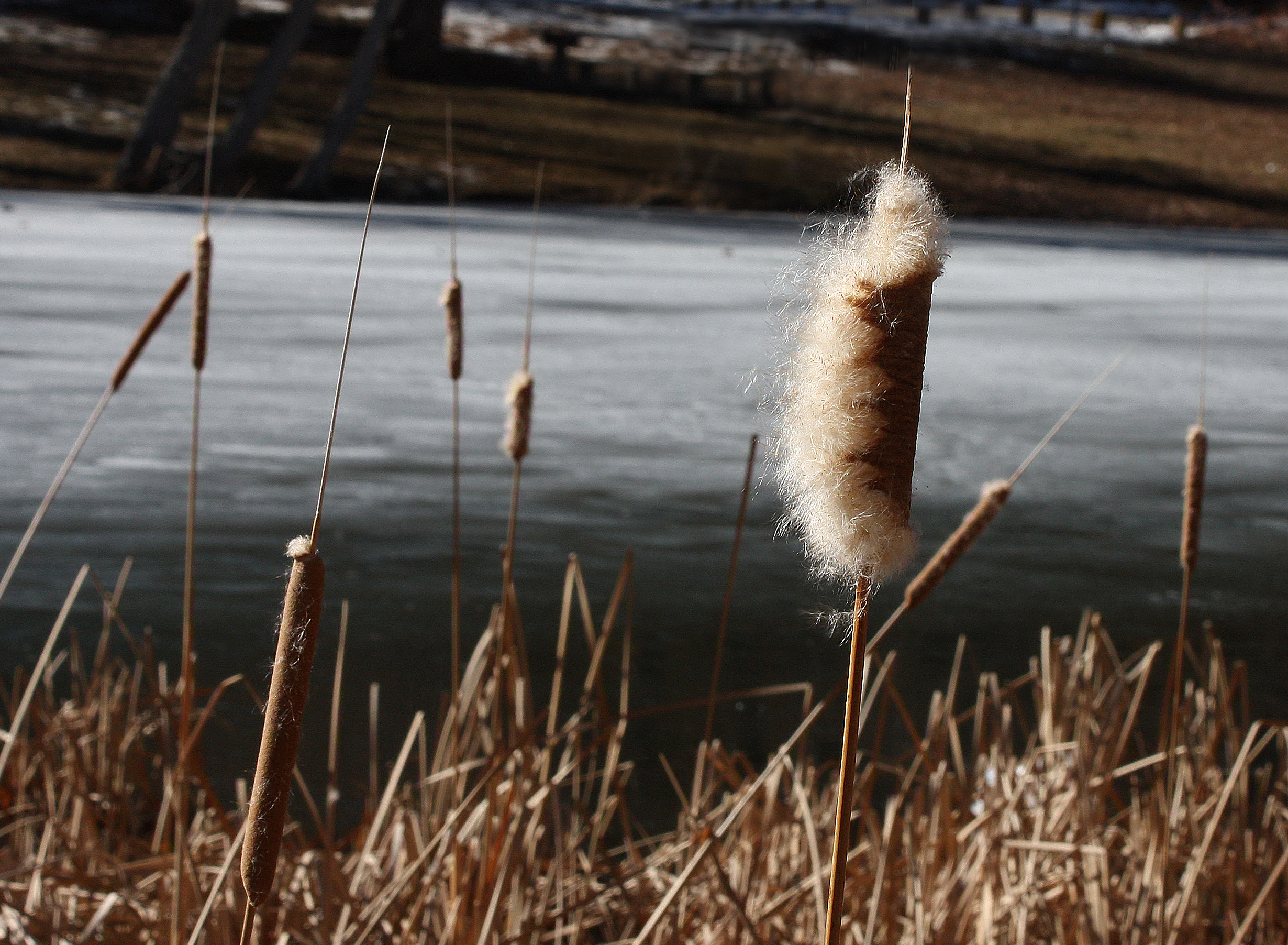